# Шарант Маритим
Шарант Маритим (на френски: Charente-Maritime, „Морска Шарант“) е департамент в регион Нова Аквитания, западна Франция. Образуван е през 1790 година от старите провинции Они и Сентонж и малки части от Поату. Площта му е 6864 km², а населението – 616 607 души (2009). Административен център е град Ла Рошел.